# 메르세데스-벤츠 O 303

메르세데스-벤츠 O 303(Mercedes-Benz O 303)은 메르세데스-벤츠 O 302의 후속 모델이며, 본국인 독일에서는 1974년부터 1992년까지 18년간 생산되었고, 대한민국의 현대자동차에서는 1976년 11월부터 1979년 6월까지 이 차종을 면허 생산하였다. 현대자동차에서 총 140량을 면허 생산한 것을 포함하여 전체적으로 33,000대가 생산되었다. 이 차종은 1985년부터 ABS를 적용하기 시작했다.
전후륜휠은 영국식인 10홀 10핀 형식이며, 현대자동차에서 생산한 차종은 경쟁사인 아시아자동차의 아시아 B909S가 8기통인 8DC7 엔진(305마력)을 장착한 것을 의식하여 마찬가지로 8기통인 OM402 엔진(260마력)을 얹었다.
대한민국에서는 이 차종이 경쟁사 대비 성능이 우수하였으나 차량 단가가 매우 비쌌고 유지비 또한 비쌌기 때문에 일본 미쓰비시 K11의 한국형 사양인 아시아자동차(現 기아자동차)의 B909S에 비하여 판매량이 적었다. 1군 고속버스 업체 중에서도 광주고속(現 금호고속), 중앙고속, 한진고속(現 동양고속에 인수됨)만 운용하였다고 한다. 이 때문에 1976년 11월부터 2년 반 동안 최종적으로 140량 정도만 생산되었다.
이후 현대자동차에서는 이 차종을 생산하지 않고 후속인 현대 RB635(에어로 버스의 전신)가 후속 차종으로 계승되었고, RB635 또한 엔진이 6기통인 것을 제외하면 이 차종의 영향에서 벗어나지 않았다.
한편, 메르세데스-벤츠에서는 1992년에 단종되어 O 404가 후속 차종으로 계승되었다. 해당 차종은 쌍용 트랜스타의 원본 모델로 알려져 있다.